# Žakarovce
Žakarovce(allemand : Sockelsdorf) est un village de Slovaquie situé dans la région de Košice.

## Histoire
Première mention écrite du village en 1368.

## Démographie

### Évolution de la population
| Année:               | 1994. | 2004.   | 2014.   | 2024.    |
| -------------------- | ----- | ------- | ------- | -------- |
| Nombre de personnes: | 766   | 761     | 758     | 676      |
| Différence:          |       | -0,65 % | -0,39 % | -10,81 % |

| Année:               | 2023. | 2024.   |
| -------------------- | ----- | ------- |
| Nombre de personnes: | 681   | 676     |
| Différence:          |       | -0,73 % |